# Myagrus irroratus
Myagrus irroratus là một loài bọ cánh cứng trong họ Cerambycidae.